# Universidad de San Martín de Porres
La Universidad de San Martín de Porres (sigla: USMP) es una universidad privada ubicada en la ciudad de Lima, capital del Perú. Tiene filiales en Arequipa y Chiclayo. Fue fundada el 17 de mayo de 1962 a iniciativa del Instituto Peruano de Estudios Filosóficos - Sociales a cargo de la Orden Dominicana. Tiene como sede principal y del rectorado a la Ciudad Universitaria de Santa Anita, en el distrito homónimo, al este de Lima. 
Por otro lado, la USMP cuenta con 4 Centros de Idiomas en la ciudad de Lima, ubicados en los distritos de San Isidro, Pueblo Libre, Jesús María y Santa Anita. Asimismo, cuenta con el Instituto de Arte y el Instituto de Gobierno ubicados en el distrito de Miraflores.

## Historia

### La fundación dominica: Pro Deo
La Universidad San Martín de Porres se inició como filial del Istituto di Studi Superiori Pro Deo, organización fundada en 1946 en Roma por el Padre Félix Andrew Morlion y el Monseñor Antonio de Angelis. Por aquellos años, había una gran promoción de los valores de la Iglesia universal y, siguiendo esta tendencia en Perú, este Instituto Pro Deo se constituiría en 1952 al amparo de la Orden Dominicana como Instituto de Estudios Filosóficos Sociales, donde se cursaba periodismo, educación y filosofía. Las primeras clases tuvieron lugar en el Convento del Rosario de Lima – específicamente en la sección correspondiente al antiguo colegio apostólico- y a cargo de su dirección estuvo el R.P. Vicente Sánchez Valer O.P.
El objetivo era educar a la juventud en la doctrina social cristiana para mermar el avance del marxismo en el panorama universitario peruano. Se conformaría aparte una Asociación Civil sin fines de lucro, registrada N.º 11405247 en la Oficina Registral de Lima y Callao, llamada Instituto Peruano de Estudios Filosóficos Sociales. El IPEFS tenía como misión encargarse de fundar una universidad de orientación católica.
El Ministerio de Educación reconocería legalmente al Instituto de Estudios Filosóficos Sociales, el 26 de abril de 1960, mediante Resolución Ministerial N.º 5733. El instituto comenzó su funcionamiento oficial el 2 de mayo de 1960 con 113 alumnos: en detalle 73 varones y 40 damas. Durante esta etapa, la educación era totalmente gratuita, por esa razón los docentes y personal administrativo trabajaban sin remuneración a manera de colaboradores.
El 5 de noviembre de 1961, el presidente de la República, Manuel Prado Ugarteche, visitó el Convento del Rosario donde se llevaba a cabo una misa solemne en honor al entonces beato Fray Martín de Porres. Al mandatario lo acompañaba Pedro Beltrán Espantoso, presidente del Consejo de Ministros; el obispo auxiliar de Lima, Monseñor Mario Cornejo; la primera dama, Clorinda Málaga de Prado y dos damas de compañía. El Padre Vicente Sánchez Valer invitó a ambas autoridades, como a sus acompañantes, a ingresar a las aulas del novísimo instituto. Así Sánchez Valer aprovechó la ocasión para exponer la importancia de fundar una universidad que honre el nombre del beato moreno en el mismo convento que tuvo en su seno a la Decana de América, la Universidad Nacional Mayor de San Marcos. Expuesta la idea, Manuel Prado se comprometería a tratar de ayudar en lo que pudiese.
La sesión de los miembros asociados del IPEFS del 2 de febrero de 1962 probaría ser de vital importancia. Acá se acordaría solicitar al gobierno la elevación de su ente académico, el Instituto de Estudios Filosóficos y Sociales (IEFS), como una universidad privada según la ley universitaria vigente. Para ello, la sesión de socios decidió: el establecimiento de las bases estatutarias de la futura universidad, la elección de un rector -cargo que recaería en el director del IEFS- el RP Vicente Sánchez Valer, y se nombró un Consejo Superior de Estudios. Un patronato especial presidido por Pedro Roselló Truel también resultaría importante para concretar el objetivo. Este patronato debía reunir 1,500,000 Soles de Oro para la constitución de la universidad, cometido que finalmente logró cumplirse.

### Nuevo santo, nueva universidad
Con la proclamación de santidad de Fray Martín de Porres, hecha por ceremonia de canonización celebrada el 9 de mayo de 1962, el proyecto de universidad lo tomó como patrono. Con ello, el funcionamiento de la Universidad Particular San Martín de Porres se autorizó por Decreto Supremo n. 26 el 17 de mayo de 1962, inaugurándose con la Facultad de Educación y la Facultad de Letras; la última constituida por los institutos de filosofía, castellano, literatura, periodismo, geografía e historia. Para administrar la universidad se creó la asociación «Universidad Particular San Martín de Porres» integrada por: Vicente Sánchez Valer O.P., Lindor Lázaro Almonte Cruz O.P., Luis Antonio Sturla Croce O.P., Humberto Aimon La Cruz López O.P., Haroldo Montoya Portocarrero y el Instituto Peruano de Estudios Filosófico-Sociales (IPEFS) como persona jurídica.

### El fundo Santa Rosa de Santa Anita
La Orden Dominica decidiría en 1966, durante un Capítulo Provincial, donar a la universidad un terreno en el distrito de Santa Anita de 70,000 m² adyacente a su seminario. El Consejo de Provincia del 2 de enero de 1967 se encargaría de ejecutar la decisión sobre el “Fundo Santa Rosa” para la construcción de la ciudad universitaria. Antes del traslado del noviciado que ahí funcionaba, se decidió que la universidad continúe su estadía temporal en el Convento Santo Domingo. Durante la ceremonia de colocación de la primera piedra en Santa Anita, el Provincial P. Nicolás Gobert daría unas sentidas palabras, recordando qué motivó la fundación de la universidad:
“Por todo eso pensamos que la Universidad San Martín de Porres, tiene su oportunidad y necesidad; no la realizamos por interés económico o político, tampoco por interés religioso. Sería mucho más fácil para nosotros contentarnos con aceptar cátedras en otras universidades. Pero no buscamos aprovecharnos, sino servir. Servir a la Iglesia, y a la Patria, en particular a la juventud a la cual deseamos un futuro, más feliz y capaz por el bien del país.”

### Expropiación de la universidad por la dictadura
El gobierno revolucionario -establecido por un golpe de Estado- de Juan Velasco Alvarado expropiaría la Universidad San Martín de Porres a la Orden de Santo Domingo, mediante Decreto Ley 17437 del 18 de enero de 1969. A pesar de reconocer a los dominicos como entidad fundadora, la propiedad y administración de la nueva universidad sería entregada a la Comunidad Universitaria. La participación de los religiosos se vería reducida a solo 3 representantes en la Asamblea del Consejo Universitario, aunque el rector y el vicerrector al momento seguían siendo Dominicos.
Tratándose de adecuar a la extrema circunstancia, la orden siguió adelante teniendo religiosos que enseñaban en la universidad como también en la Facultad de Teología de Lima. Con el afán de mantener la posición de promotor y realizar su “apostolado Social-Religioso”, la Provincia de Dominicos formó una pequeña comunidad “Ad Experimentum” para atender las necesidades espirituales de los estudiantes sanmartinianos. Esta comunidad funcionó en una casa cercana a la ciudad universitaria y la dirigían tres religiosos: Enrique Gómez, Johan Leuridan y Guillermo Barriga.

### Período de inestabilidad

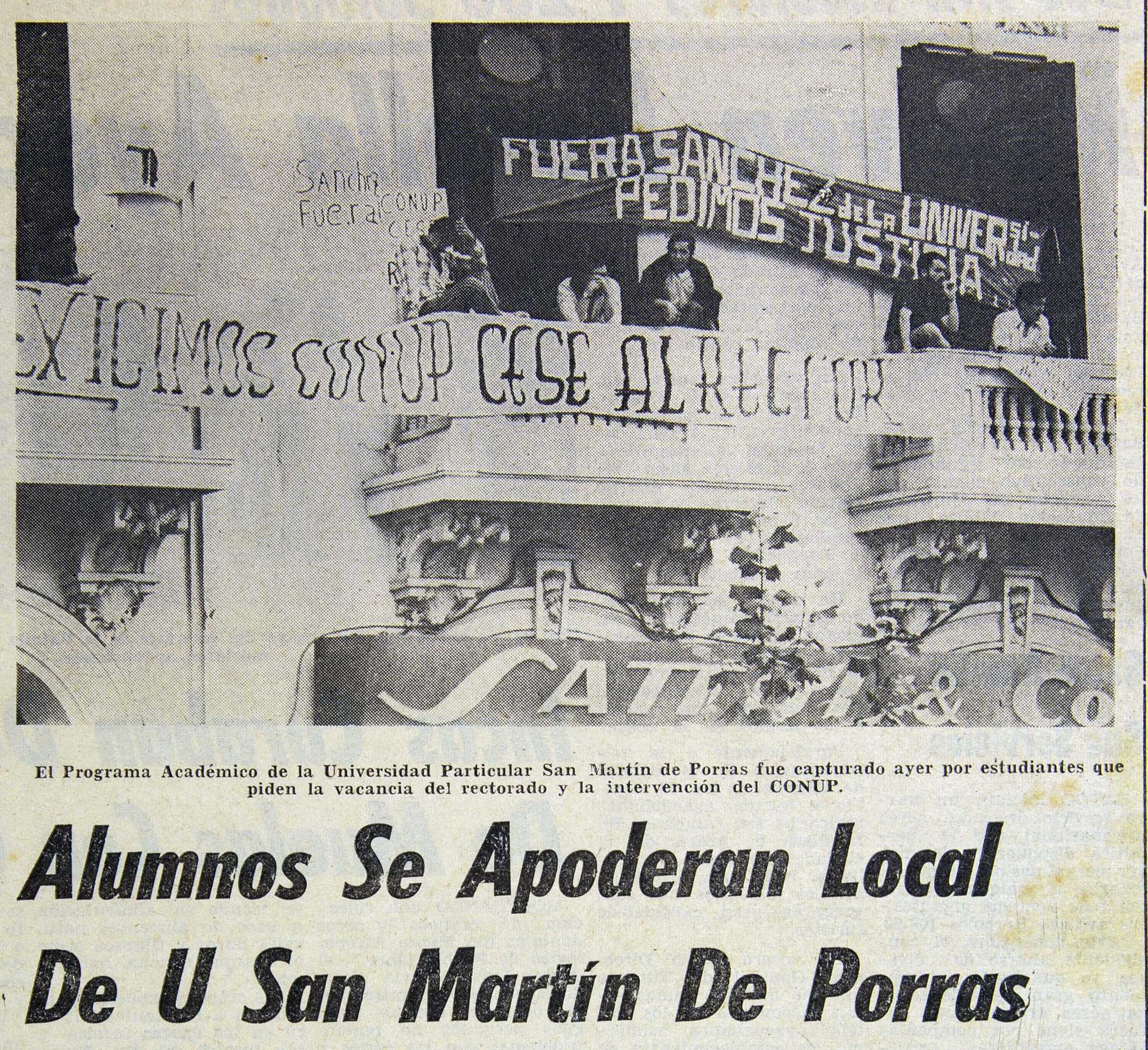
Diario Última Hora del 03 dic 1971

Los problemas políticos en la nueva universidad la dejaron inestable por varios años, torpedeando su propio desarrollo. Entre los problemas que pueden mencionarse en líneas generales se pueden contar los siguientes:

El 9 de agosto de 1974, debido a una crisis interna, el Consejo Nacional de la Universidad Peruana (CONUP) eligió como Presidente Interino de la Comisión de Gobierno a Aimón de la Cruz López

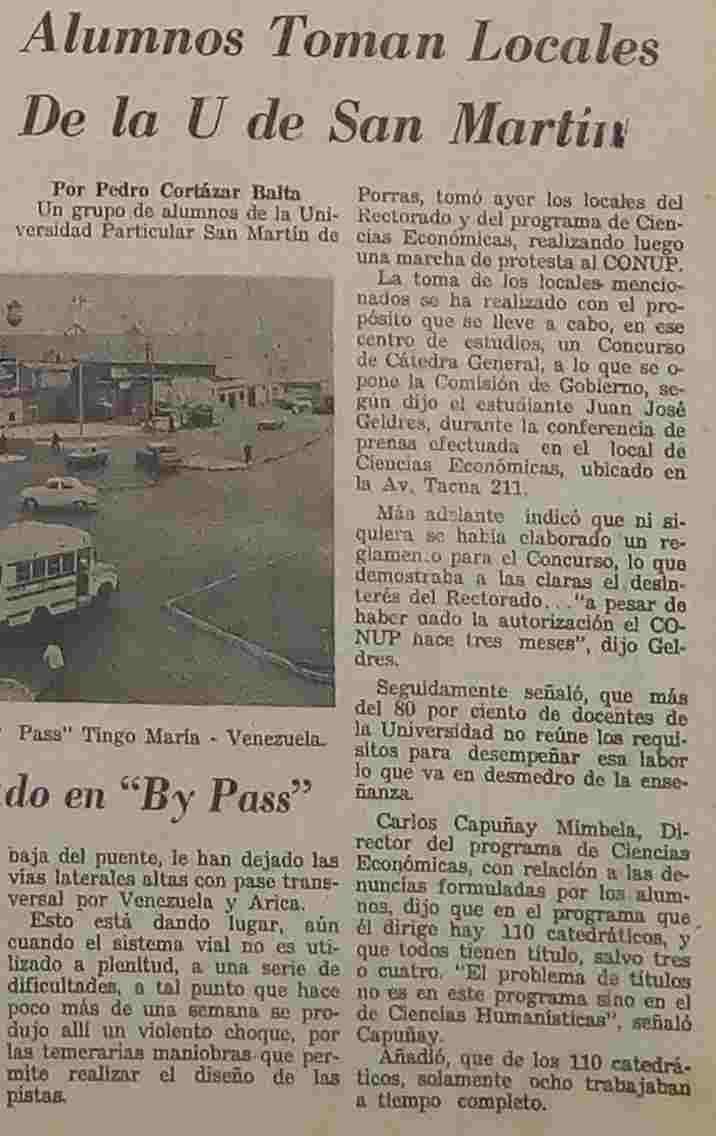
Diario La Prensa del 26 sep 1973

En 1984, no se elegía rector dejando a la universidad en una gran zozobra. Debido a este trance la Orden Dominica se abstuvo de participar en la Asamblea Universitaria hasta que la situación se hubiera regularizado según los estatutos internos y “la seguridad del Ministerio Público”. Durante este trance, se llegó a cuestionar la participación de los religiosos; legitimidad que se debatía por algunos años.
En carta del 4 de agosto de 1984, el Provincial de la orden, P. Jorge Cuadros, le informaría al Nuncio Apostólico Mario Tagliaferri, que todo lo pedido se había logrado con justicia. El problema había sido resuelto en conformidad con la nueva Ley Universitaria, reconociendo a la Orden Dominica como entidad fundadora, con derecho a tener representantes en la Asamblea Universitaria, en el Consejo de la Universidad y a tener 3 representantes en la Asamblea Estatutaria.

Asimismo, se logró reincorporar a la universidad al RP. Aimón de la Cruz López. En esta última participaron los dominicos y con ese nuevo estatuto que se eligió al Dr. Ricardo Nugent López-Chávez como Rector. Hacia 1986 los representantes en la Asamblea Universitaria eran: Arturo Eláez y Juan Sókolich. En el Consejo estaba Felipe Huaipar.

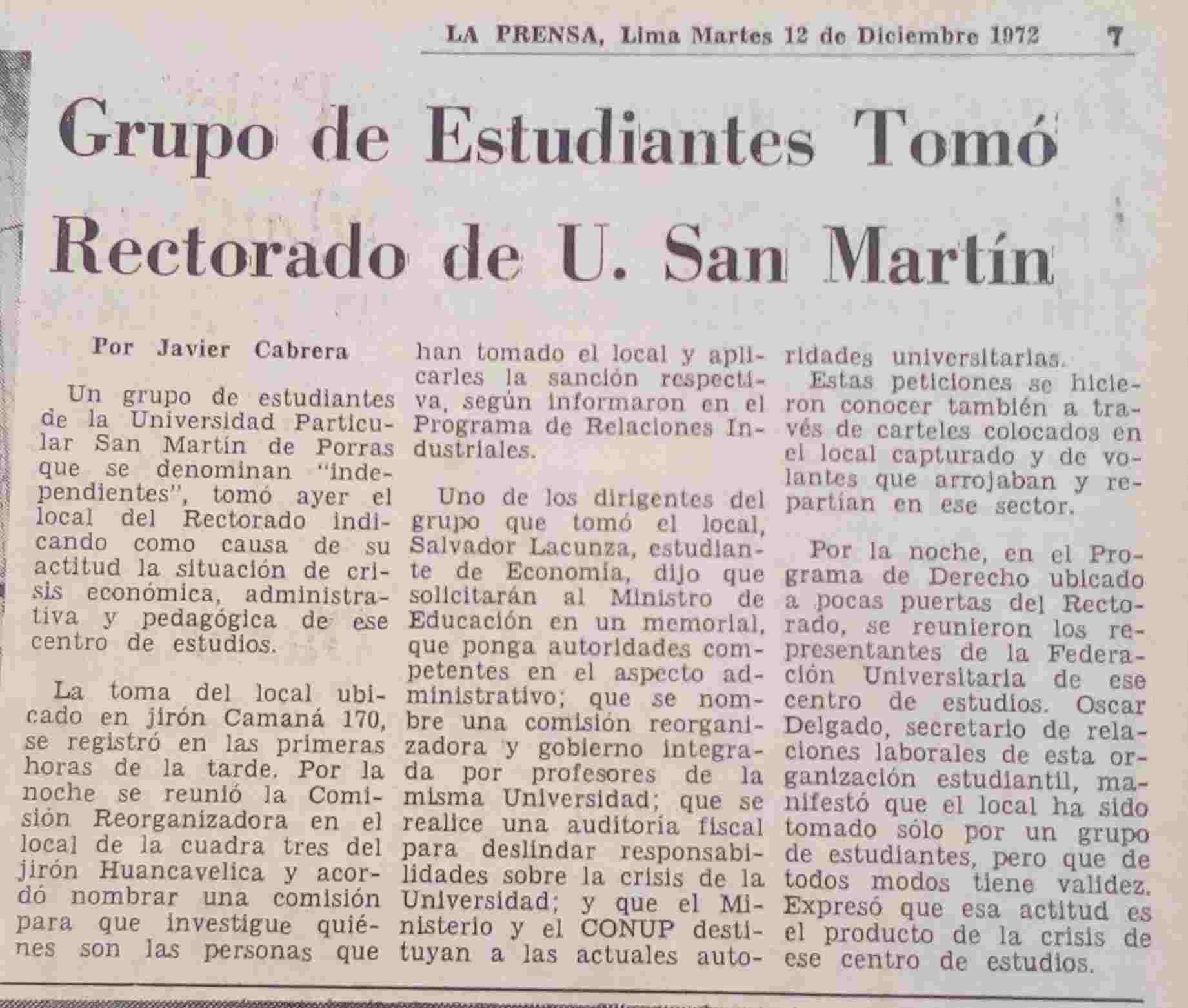
Diario La Prensa del 12 dic 1972

En 1988, la estabilidad no duraría debido a las nuevas elecciones rectorales. Un sector de alumnos y maestros empezaría una guerra mediática politizada. Las publicaciones en panfletos y declaraciones difamatorias contra algunos profesores religiosos en los diarios indignaría a la Orden Dominica que se encargaría de desagraviarlos públicamente. Hubo una serie de desmanes pero a pesar de las protestas se celebraron las elecciones donde se eligió como rector al Luis Alberto Gazzolo Miani, que contaba con el apoyo de la orden fundadora.

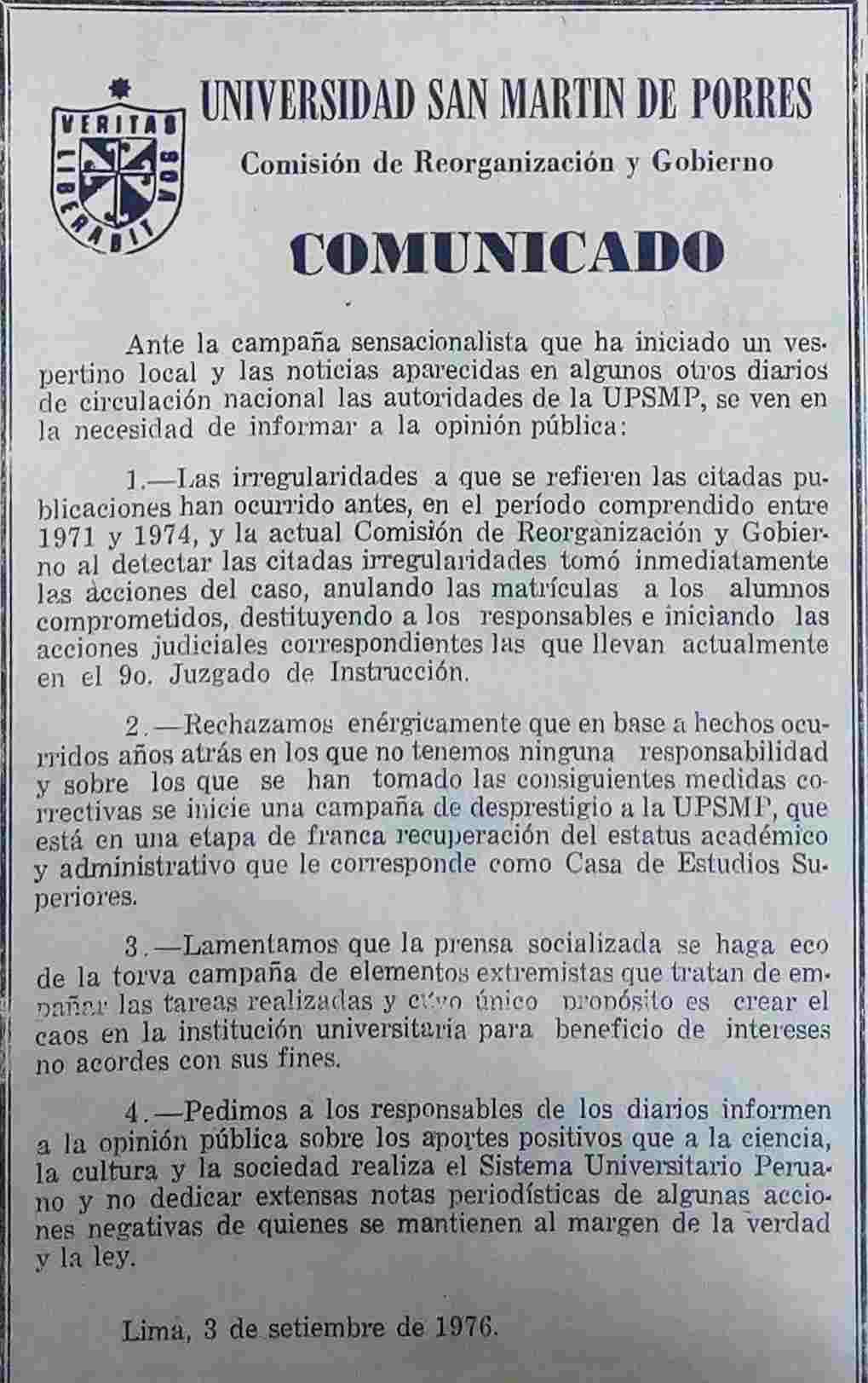
Aviso Contratado en diarios El Comercio, La Prensa y Última Hora del 05 sep 1976

En 1993, y durante el rectorado de Carlos Humberto Vílchez Vera, el Congreso de la República nombró una Comisión Investigadora ante varias denuncias de irregularidad en la administración de la universidad. Esta comisión era presidida por Máximo Vega Centeno (U. Católica) y 3 representantes de otras universidades designados por la Asamblea Nacional de Rectores. El quinto miembro era el P. Jorge Cuadros de la Orden Dominica, como entidad fundadora.
El informe de la comisión se entregó a la comisión de Educación del Congreso, y sobre la base de este, por Ley n. 26131 se declaró a la Universidad Particular de San Martín de Porres en reorganización, encargando se conforme una comisión de 5 miembros designados por la orden fundadora, y su presidente ejercería las funciones de rector. Esto fue tenazmente protestado en los juzgados por la directiva corriente en la universidad. No obstante, el Congreso de la República, publicaría en 1994 la Ley n. 26313. En ella se mandaba entre otras cosas:
1. La reorganización de la universidad durante el plazo de 12 meses.
2. Se constituyó la comisión reorganizadora a cargo de la gestión y administración universitaria.
3. Los miembros de la comisión serían 6 y elegidos por el Superior Provincial de la Orden Dominica, entidad fundadora.
4. Las decisiones de la comisión serían inapelables.
5. Las funciones del rector serían asumidas por el presidente de la comisión y las funciones de la asamblea y del consejo por los integrantes de dicha comisión. El rector y vicerrector serían cesados de sus cargos.
6. La comisión debía informar todos los hechos sucedidos a la Fiscalía de la Nación que le competan.
7. Al término de dichas funciones la comisión debía convocar a asamblea universitaria para aprobar un nuevo estatuto y a elecciones para elegir nuevas autoridades.[6]

El 30 de mayo de 1994, se eligió como miembros de la comisión reorganizadora a: P. Lindor Almonte Cruz, P. Ricardo Álvarez Lobo, Martín Lassegue Molleres y a los Sres. Jorge Capella Riera (presidente de la comisión) y Guillermo Sánchez Moreno Izaguirre.
La comisión decidió en su primera sesión: revocar los poderes otorgados al exrector Carlos Humberto Vilchez Vera y a todas las autoridades de la Universidad San Martín de Porres, y asumir el gobierno universitario según lo facultado por ley. Esta comisión trató de ejecutar sus decisiones pero la confrontación con el poder de facto en la universidad impediría que se concreten estas acciones. Las autoridades de la universidad se defenderían presentando acciones de amparo ante el poder judicial esperando proteger la legitimidad que argumentaban.
El 24 de enero de 1995, el Segundo Juzgado Civil de Lima declararía improcedente la acción de amparo contra la ley 26313. Esto motivó que la comisión reorganizadora iniciase una acción judicial de rendición de cuentas a las que consideraban “exautoridades”, sosteniendo que los decanos habían usurpado las funciones del consejo y asamblea que en realidad competían a la comisión reorganizadora. La comisión reorganizadora también se pronunciaría contra el despido masivo del personal administrativo y docente que se habían mostrado públicamente a favor de la reorganización.
A su vez, el Poder Judicial dictaría una medida cautelar en secuestro judicial de los Libros de Actas y el embargo de la información contable a través de interventores nombrados para tal propósito. Se notificó a la universidad, bancos y financieras que debían rendir a la autoridad de los interventores judiciales la documentación que les fuese solicitada.
En 1996, José Antonio Chang Escobedo asumiría el rectorado de la universidad en medio de la disputa legal. A través de una Resolución Rectoral Chang obtendría mayor poder de decisión y se terminaría separando a los representantes de la orden dominica de la universidad.
El 9 de julio de 1998, el Tribunal Constitucional fallaría en favor de la revocación de lo dispuesto por los tribunales superiores y declararía fundada la acción de amparo interpuesta por la universidad, ordenándose al Superior Provincial de la Orden Dominica de abstenerse de realizar cualquier acto de reorganización.

### Desarrollo y expansión
Al margen de cualquier polémica sobre la política universitaria, fue durante el rectorado de José Antonio Chang Escobedo que la Universidad de San Martín de Porres pudo alcanzar estabilidad interna. Gracias a eso la universidad empezó un proceso que le permitió mejorar su infraestructura y equipamiento general. En 2006, se inauguró toda una ciudad universitaria en Chiclayo, teniendo como objetivo combatir el centralismo educativo de Lima. A la ceremonia asistieron el expresidente de la República, Alan García Pérez; el Obispo de la Diócesis de Chiclayo, Jesús Molinel La Barca y el presidente de la Región Lambayeque, Yehude Simon Munaro.
A pesar de la pérdida que tuvieron los religiosos fundadores, los actuales directivos de la Universidad de San Martín de Porres y de la Orden Dominica llevan buenas relaciones, celebrando cada aniversario de fundación con una misa solemne en la Iglesia de Santo Domingo.

## Sedes universitarias
La universidad cuenta actualmente con tres ciudades universitarias: Lima, Chiclayo y Arequipa.

### Campus de Santa Anita
La mayoría de las edificaciones de la USMP de Lima, para la enseñanza, se ubica en el campus universitario del distrito de Santa Anita, en este local se encuentran las facultades de Ciencias Administrativas y Recursos Humanos; además la de Ciencias Contables, Económicas y Financieras. Ocupa un área aproximada de 0,12 km². En este complejo de construcciones, se encuentra la cancha de entrenamiento del Club Deportivo Universidad de San Martín de Porres.
Además de la ciudad universitaria, la universidad cuenta con otras siete sedes en la capital. En el distrito de La Molina se ubican las sedes de la Facultad de Medicina Humana, la Facultad de Ingeniería y Arquitectura, y la Facultad de Derecho y Ciencia Política; en el (distrito de Surquillo) se encuentra ubicada la Facultad de Ciencias de la Comunicación, Turismo y Psicología; en el (distrito de Jesús María) la Facultad de Obstetricia y Enfermería; y en el (distrito de Comas) la sede Lima Norte, con diversas carreras universitarias. La universidad de San Martín de Porres se dedica a la investigación y está a la vanguardia. Asimismo, cuenta con dos sedes adicionales denominadas filial norte (ubicada en Chiclayo) y filial sur (ubicada en Arequipa).

## Facultades y escuelas
| Pregrado                                                      | Pregrado                                                                                                  |
| ------------------------------------------------------------- | --- |
| Facultad de Ciencias Administrativas y Recursos Humanos       | - Administración - Marketing - Negocios Internacionales - Recursos Humanos                                |
| Facultad de Ciencias Contables, Económicas y Financieras      | - Contabilidad - Economía                                                                                 |
| Facultad de Derecho                                           | - Derecho                                                                                                 |
| Facultad de Ingeniería y Arquitectura                         | - Ciencias Aeronáuticas - Ingeniería Civil - Ingeniería Industrial - Ingeniería de Computación y Sistemas |
| Facultad de Ciencias de la Comunicación, Turismo y Psicología | - Ciencias de la Comunicación - Psicología - Turismo y Hotelería                                          |
| Facultad de Odontología                                       | - Odontología                                                                                             |
| Facultad de Obstetricia y Enfermería                          | - Enfermería - Obstetricia                                                                                |
| Facultad de Medicina Humana                                   | - Medicina Humana                                                                                         |

## Institutos
- Observatorio Electoral
- Instituto de Derechos Humanos y Desarrollo USMP
- Instituto de Gobierno y de Gestión Pública
- Instituto de Vivienda Urbanismo y Construcción (IVUC)
- Instituto del Perú
- Instituto del Vino y del Pisco (IDVIP)
- Centro de Investigación de Arbitraje, Conciliación y Resolución de Conflictos
- Centro de Investigación de Virología
- Instituto para la Calidad de la Educación

## Rankings académicos
Para evaluar el desempeño de las universidades a nivel nacional y mundial, los rankings de clasificaciones académicas ubican a las instituciones de acuerdo a una metodología científica de tipo bibliométrica con criterios objetivos medibles y reproducibles: la reputación académica, la reputación de empleabilidad para los egresantes, la citas de investigación a sus repositorios y su impacto en la web. Del total de 92 universidades licenciadas en el Perú, la USMP se ha ubicado regularmente dentro de los 15 primeros puestos a nivel nacional en determinados rankings universitarios nacionales e internacionales.